# Драган Пантелић
Драган Пантелић (Лешница, 9. децембар 1951 — Ниш, 20. октобар 2021) био је српски фудбалски тренер и југословенски фудбалер. Играо је на позицији голмана.

## Каријера
Каријеру започео у Лешници. Од 1971. до 1981. с великим успехом чувао је мрежу нишког Радничког за који је одиграо 421 утакмицу и као одличан реализатор једанаестераца постигао је 23 гола.
Две сезоне је играо у Француској за екипу Бордоа (1981—1983), чији је гол бранио на 67 утакмица и постигао 3 гола.
После тога краће време носио је дрес зајечарског ФК Тимок за који је одиграо само пет првенствених утакмица. У лето 1984. вратио се на Чаир и постао члан нишког Радничког.
Уз 8 утакмица за олимпијску репрезентацију, одиграо је 19 утакмица за најбољу селекцију Југославије. Постигао је и 2 гола из пенала. Дебитовао је 10. октобра 1979. у сусрету против Шпаније (1:0) у Валенсији, а дрес са државним грбом последњи пут носио је 12. септембра 1984. против Шкотске (1:6) у Глазгову. Учесник је Светског првенства 1982. у Шпанији и један је од ретких који по повратку није стављен на стуб срама.
Играо је четири пута у разним селекцијама Европе и Света. Био је председник ФК Раднички Ниш (1997—2001). У периоду од 2001. до 2004. године био је народни посланик у Скупштини Србије.
Преминуо је 20. октобра 2021. године у Нишу од последица корона вируса.

## Голови за репрезентацију
| #  | Датум               | Место                     | Противник | Резултат | Такмичење                                |
| -- | ------------------- | ------------------------- | --------- | -------- | ---------------------------------------- |
| 1. | 27. септембар 1980. | Стадион Бежиград, Љубљана | Данска    | 2:2      | Квалификације за Светско првенство 1982. |
| 2. | 29. април 1981.     | Стадион Пољуд, Сплит      | Грчка     | 5:1      | Квалификације за Светско првенство 1982. |

## Занимљивости
Прославио се учешћима Радничког из Ниша у куповима УЕФЕ.
Остао је упамћен као одличан голман и извођач пенала (једанаестераца).
На првенственој утакмици у Нишу 1980. године, Раднички - Вележ (1-0) тада једном од најбољих голмана Марићу је дао гол деганжирајући лопту из свог шеснаестерца.
Кажњен је суспензијом неиграња у трајању од годину дана због шутирања помоћног судије на утакмици Првенства Француске.

## Спортска каријера
- 421 утакмица за ФК Раднички Ниш, 23 гола (1971—1981)
- 67 утакмица за француски Бордо (1981—1983)
- 8 утакмица за југословенску олимпијску репрезентацију
- 19 утакмица за југословенску “А” селекцију, 2 гола (1979—1982)
- 4 утакмице за селекције Европе и Света